# ميخائيل تورانس
ميخائيل تورانس (بالإنجليزية: Mikhail Torrance)‏ مواليد 30 سبتمبر 1988 في ألاباما، هو لاعب كرة سلة أمريكي. بدأ مسيرته الاحترافية في سنة 2010. يبلغ طوله 6 قدم 5 بوصة (2.0 م). لعب مع مونكتون ميراكلز في دوري كندا الوطني لكرة السلة.

## روابط خارجية
- ميخائيل تورانس على موقع كرة السلة الأوروبية.كوم (الإنجليزية)
- ميخائيل تورانس على موقع كلية كرة السلة في سبورتس رفرنس.كوم (الإنجليزية)
- ميخائيل تورانس على موقع ريلجم (الإنجليزية)
- ميخائيل تورانس على موقع بروبوليرز (الإنجليزية)